# Hans Moebus
Adolf Wilhelm Hans Moebus (* 23. September 1902 in Berlin; † 3. April 1976 in Los Angeles, Kalifornien) war ein deutschamerikanischer Schauspieler.

## Leben und Wirken
Moebus emigrierte 1925 in die Vereinigten Staaten, 1948 nahm er die Staatsbürgerschaft an. Seit 1934 wirkte er ungenannt in mehreren Hollywoodproduktionen, später vor allem Fernsehserien mit.

## Filmografie (Auswahl)
- 1934: Der dünne Mann (Thin Man)
- 1944: Experiment in Terror (Experiment Perilous)
- 1947: Ehebruch (The Unfaithful)
- 1947: Eine brennende Liebe (The Other Love)
- 1948: Ich küsse Ihre Hand, Madame (The Emperor Waltz)
- 1948: Berlin-Express (Berlin Express)
- 1948: Im Lande der Kakteen (Mexican Hayride)
- 1948: Liebe an Bord (Luxury Liner)
- 1948: Die bronzene Göttin (The Velvet Touch)
- 1948: Lulu Belle
- 1949: Hoher Einsatz (Any Number Can Play)
- 1949: Kokain (Johnny Stool Pigeon)
- 1949: Kuß um Mitternacht (That Midnight Kiss)
- 1949: Venus am Strand (The Girl from Jones Beach)
- 1949: Mein Traum bist Du (My Dream Is Yours)
- 1949: Die Menschenfalle (Trapped)
- 1950: Dein Leben in meiner Hand (Woman in Hiding)
- 1950: Menschen ohne Seele (Union Station)
- 1950: Die Männerfeindin (A Woman of Distinction)
- 1950: Der Panther (Highway 301)
- 1950: Nancy geht nach Rio (Nancy Goes to Rio)
- 1951: Hübsch, jung und verliebt (Rich, Young and Pretty)
- 1951: Rommel, der Wüstenfuchs (The Desert Fox: The Story of Rommel)
- 1951: In all meinen Träumen bist Du (I'll See You in My Dreams)
- 1951: Valentino – Liebling der Frauen (Valentino)
- 1952: Die Spielhölle von Las Vegas (The Las Vegas Story)
- 1952: Zu allem entschlossen (Meet Danny Wilson)
- 1952: Zwei räumen auf (Cripple Creek)
- 1952: Männer machen Mode (Lovely to Look At)
- 1952: Frau in Weiß (The Girl in White)
- 1952: Tommy macht das Rennen (Boots Malone)
- 1952: Hyänen der Unterwelt (Loan Shark)
- 1952: Die Stahlfalle (The Steel Trap)
- 1953: Der Untergang der Titanic (Titanic)
- 1956: Die falsche Eva (The Birds and the Bees)
- 1959–1966: Perry Mason (10 Folgen)
- 1960–1972: Bonanza (42 Folgen)
- 1962–1972: Rauchende Colts (Gunsmoke, 4 Folgen)
- 1965–1969: Verrückter wilder Westen (The Wild Wild West, 25 Folgen)
- 1965–1971: Verliebt in eine Hexe (Bewitched, 6 Folgen)
- 1966–1970: Kobra, übernehmen Sie (Mission: Impossible, 13 Folgen)
- 1967–1970: Lieber Onkel Bill (Family Affair, 7 Folgen)
- 1968–1972: Der Chef (Ironside, 5 Folgen)
- 1971–1973: Columbo (2 Folgen)
- 1971–1973: McMillan & Wife (6 Folgen)